# Bassaris itea
Bassaris itea är en fjärilsart som beskrevs av Fabricius 1775. Bassaris itea ingår i släktet Bassaris och familjen praktfjärilar. Inga underarter finns listade i Catalogue of Life.

## Bildgalleri

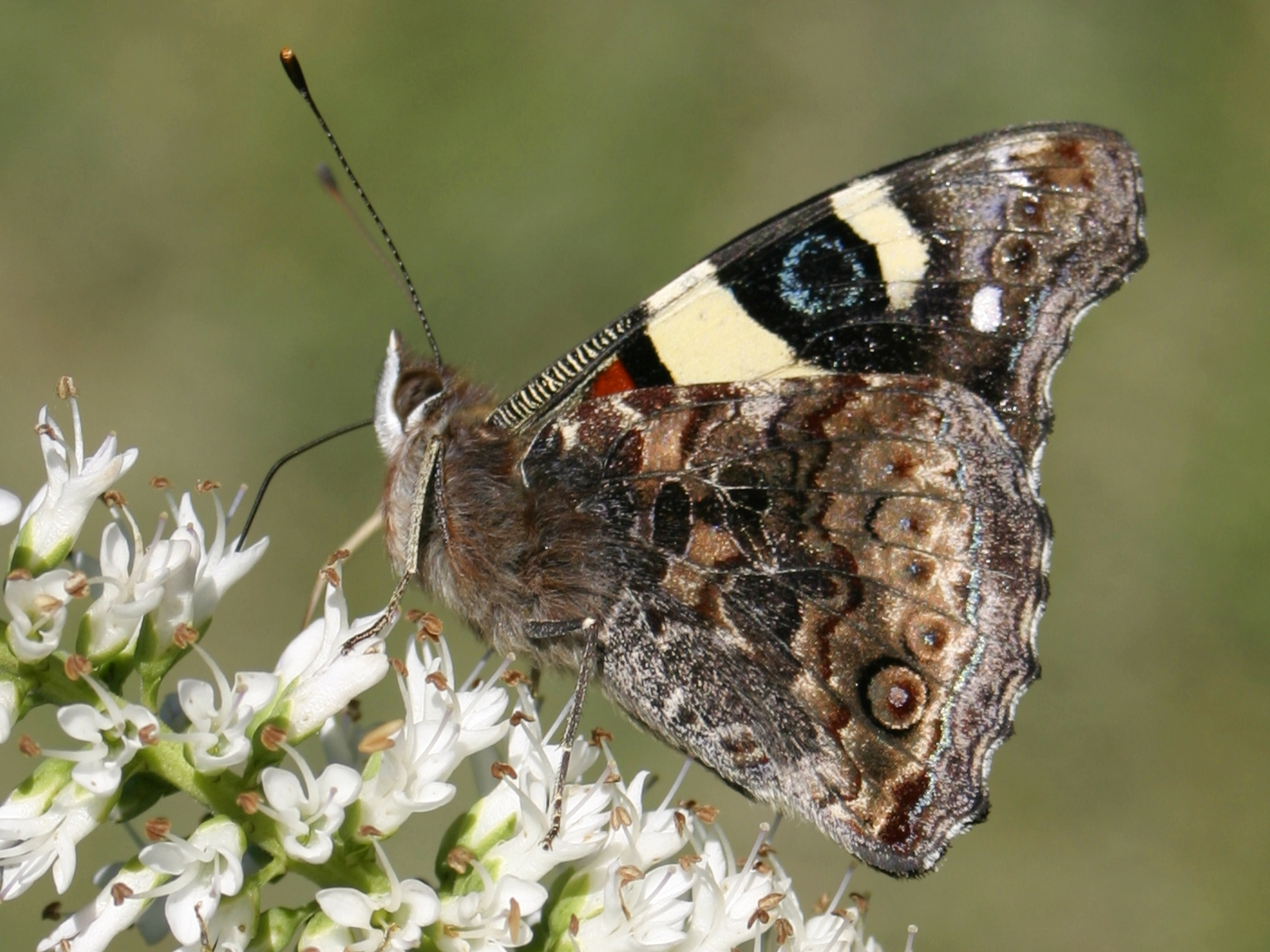
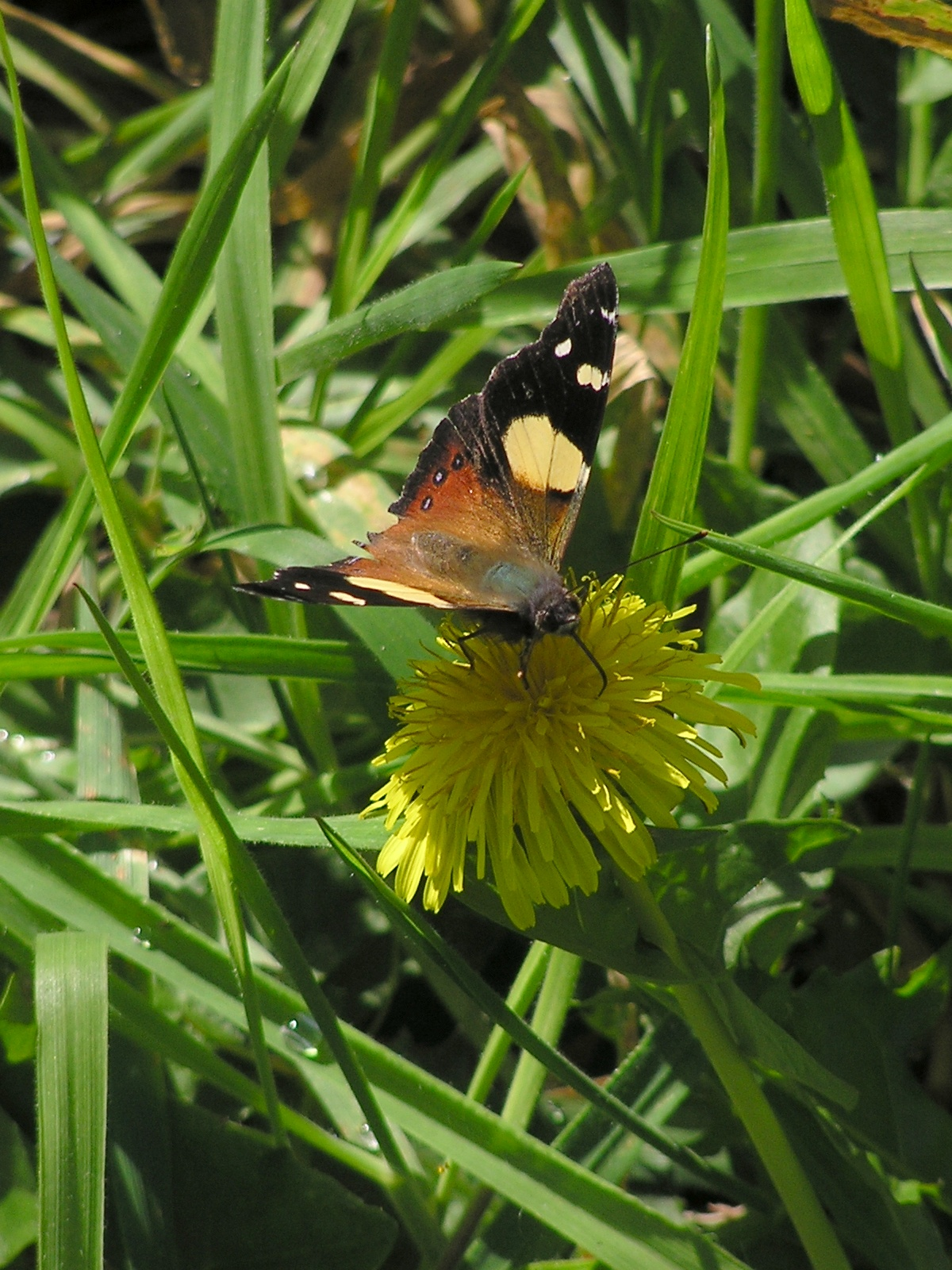
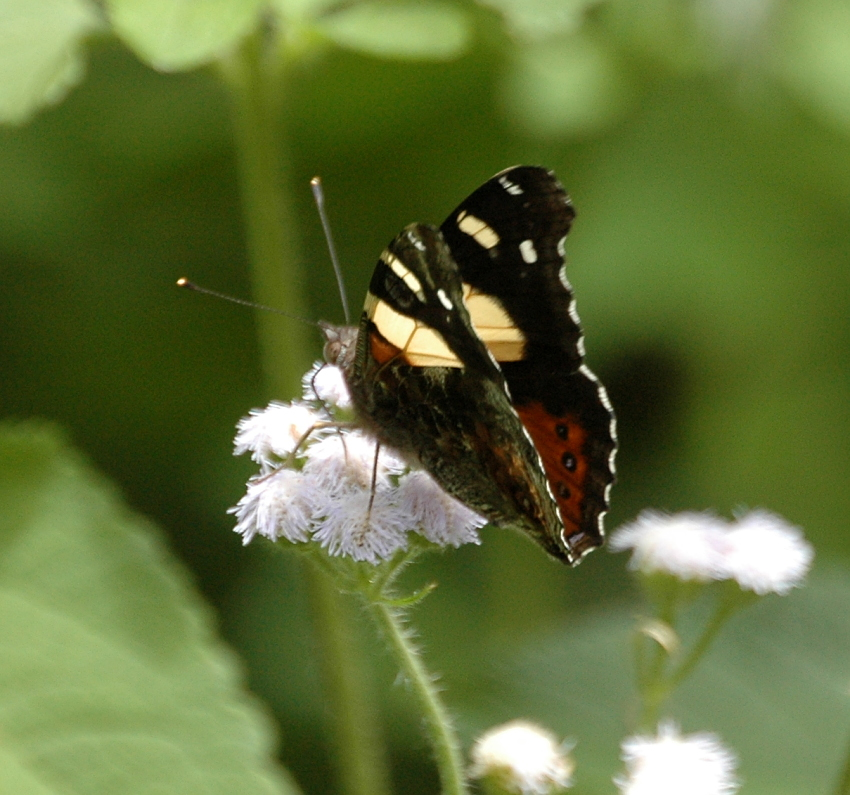
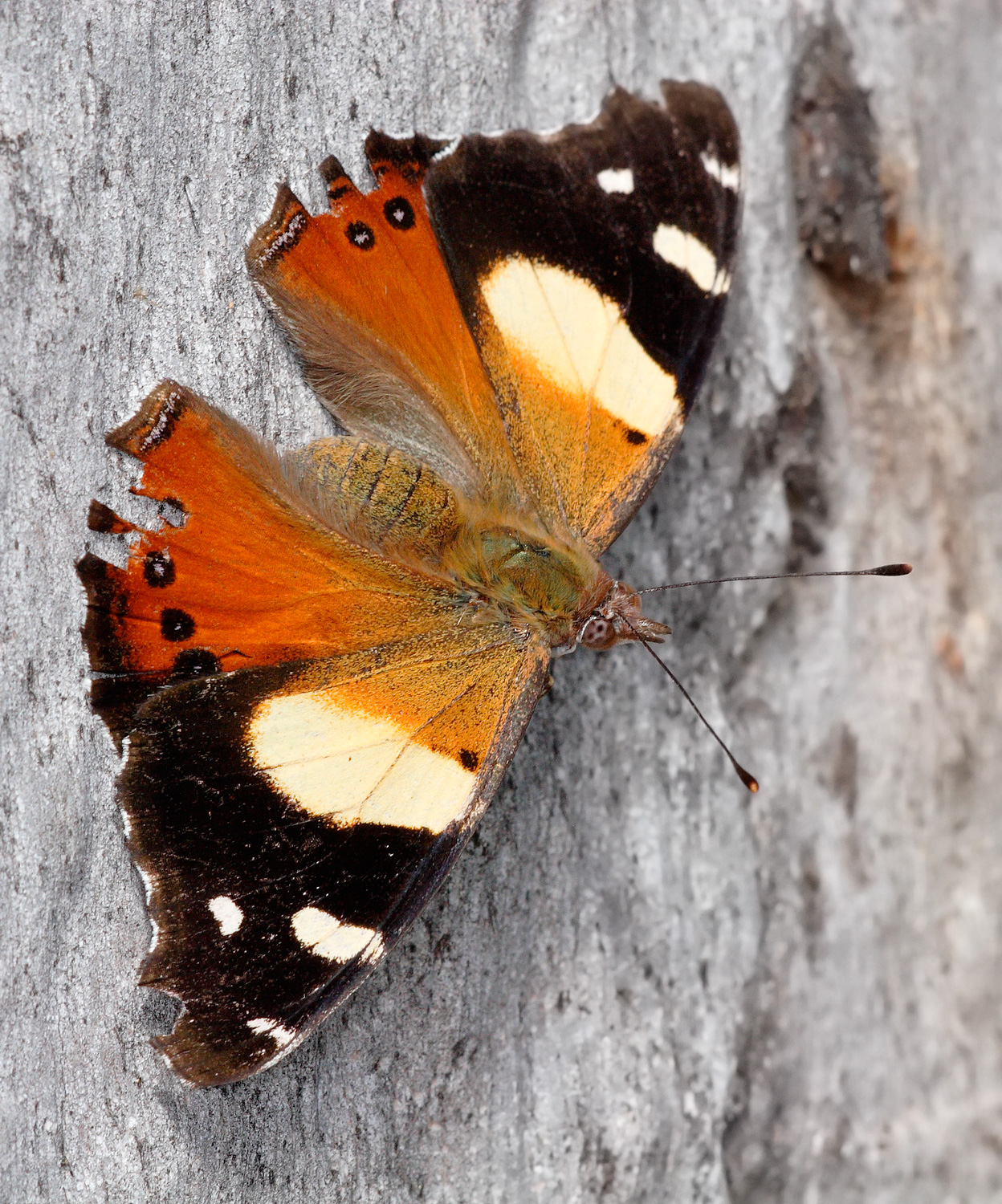
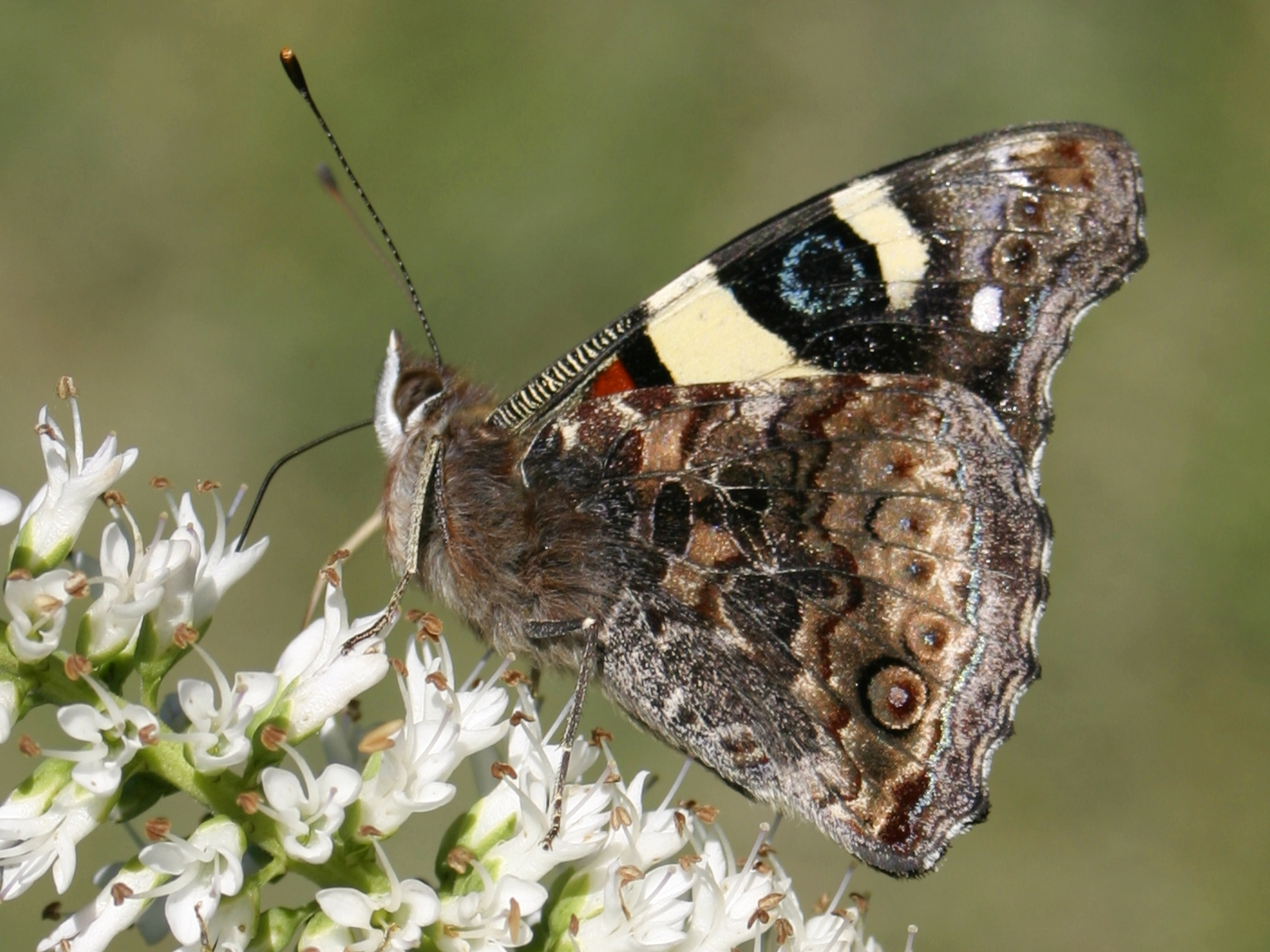
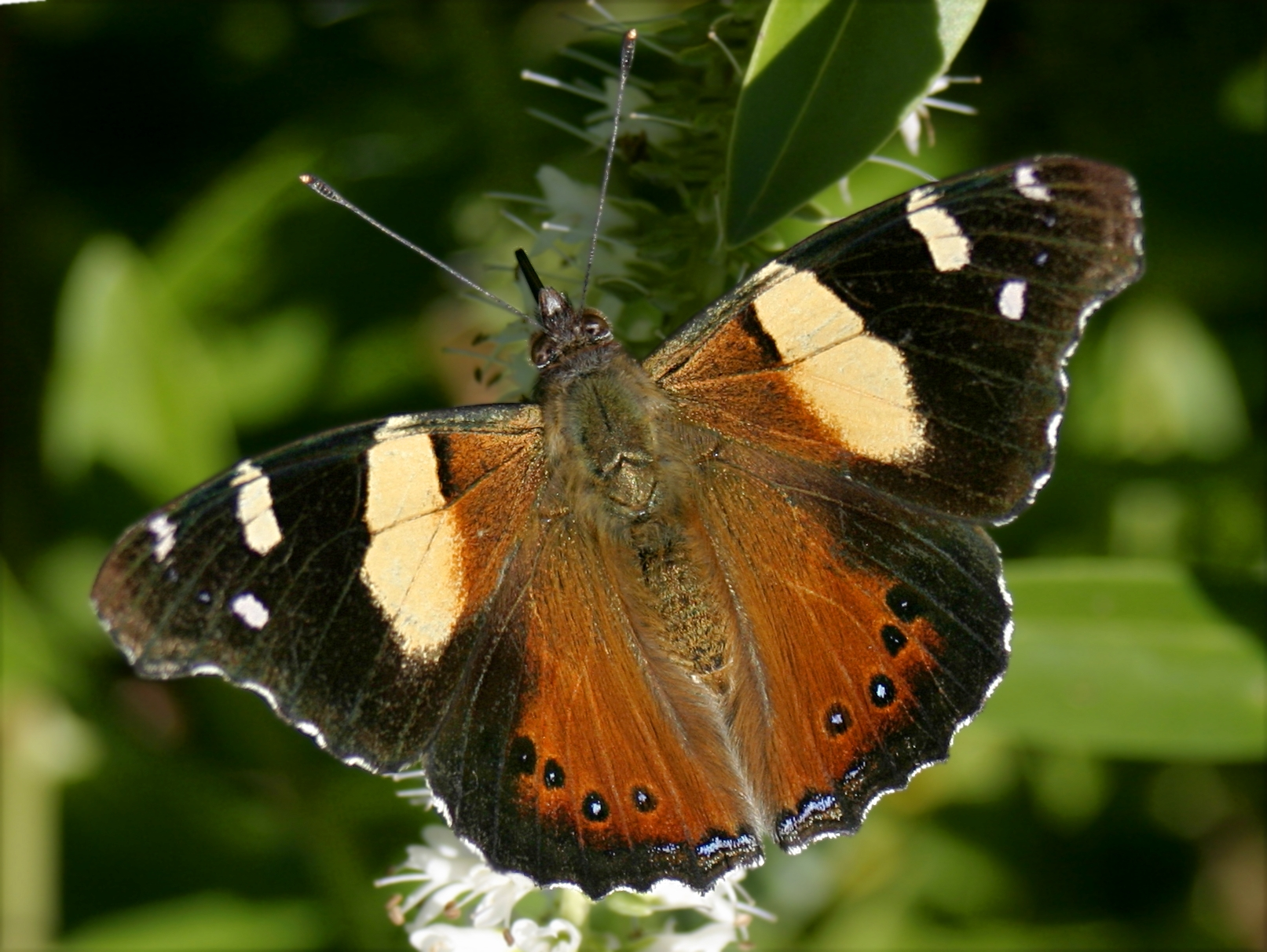